# Мамани Мамани, Роберто
Роберто Мамани Мамани (исп. Roberto Mamani Mamani; 6 декабря 1962, Кочабамба, Боливия) — боливийский художник. Один из самых видных самобытных художников Боливии.

## Биография
Представитель индейского народа — аймара, обитающего в высокогорных районах Анд. Родился в одной из самых уважаемых семей, его дед был лидером (вождём) аймаров.
С 5-летнего возраста воспитывался у дедушки и бабушки, в детстве наблюдал за окружающей природой, запоминал и рисовал сценки быта. Бабушка рассказывала ему об истории его народа, андской культуре и поощряла Роберто к рисованию. Именно она привила ему глубокую любовь и уважение к древним обычаям, традициям, легендам и знаниям андских народов.
Самоучка, специального образования не получил. Изучал агрономию и право в Высшем университете Сан-Андрес в Ла-Пасе, но его страстью было искусство. Не имея средств для покупки бумаги для рисования, он продолжал рисовать на газетах. Учёба в университете вызывала у него много внутренних конфликтов, так как он изо всех сил пытался найти баланс между западными культурными ценностями и политикой, сохраняя при этом свою самобытность.
Произведения Роберто Мамани Мамани наполнены элементами андской культуры. Цвета, которые он использует, имеют определенные значения и представляют часть культуры, фольклора и верований его народа. На картинах художника, красочных и стилизованных рисунках, он изображает наследие аймара, образы коренных народов Боливии, кондоров, солнце и луну. Художник использует яркие мерцающие цвета, которые можно найти в традиционных нарядах и предметах ручной работы, которые до сих пор широко используются коренными народами боливийского Альтиплано. Использование символов коренных народов особенно важно в контексте Южной Америки, где культура коренных народов считается ниже уровня европейской культуры.
Выставлялся по всему миру, включая Вашингтон, Токио, Мюнхен и Лондон. После многих лет творчества, Р. Мамани Мамани считается одним из самых известных в мире боливийских художников. Тем не менее, художник всё ещё продолжает делать наброски и эскизы на использованных газетах, чтобы не забывать о своих корнях, подчеркивая бедность, в которой и сегодня живёт его народ.
Его красивые и очень красочные произведения искусства собраны и выставлены по всему миру. Он получил много национальных и международных наград, и его картины известны своими яркими цветами и сильными эмоциями, которые они источают и вызывают.